# Mainz-Amöneburg

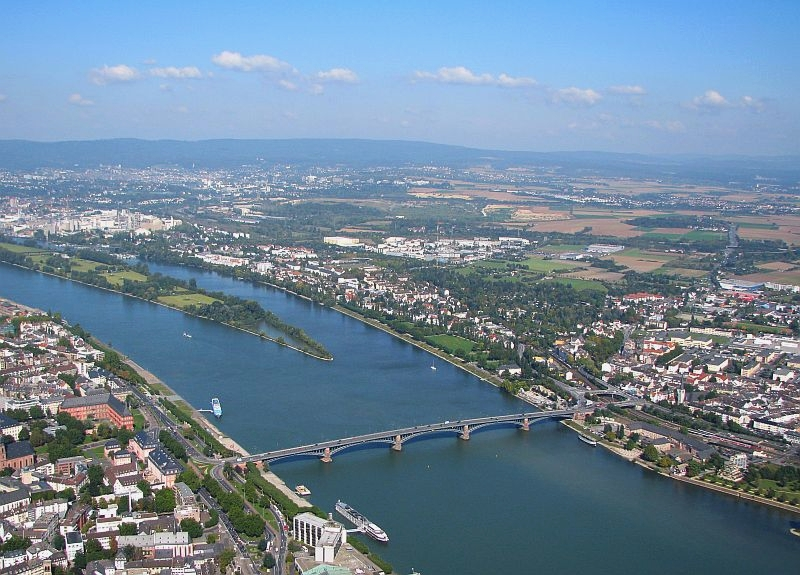
Luftbild Wiesbadener AKK-Vororte: Mainz-Amöneburg (hinten links) und Mainz-Kastel

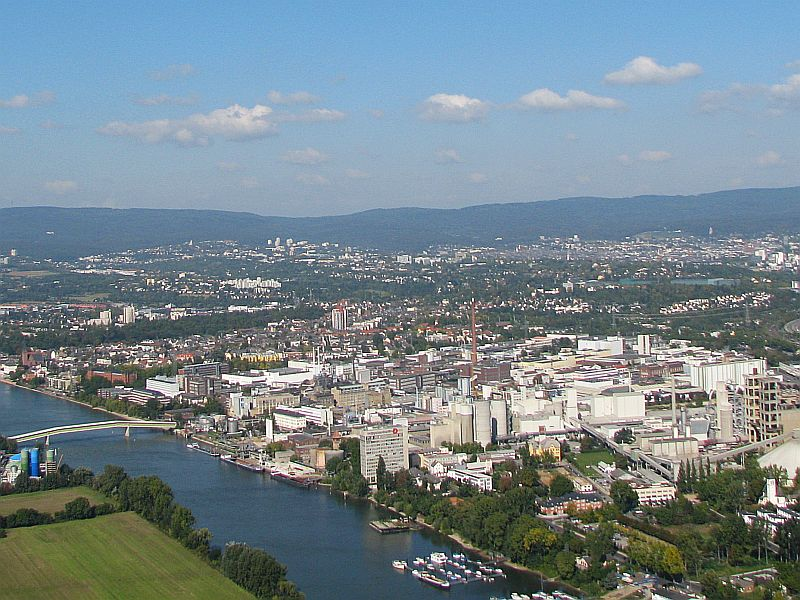
Luftbild Mainz-Amöneburg

Mainz-Amöneburg ist ein Ortsbezirk der hessischen Landeshauptstadt Wiesbaden.

## Lage
Amöneburg liegt auf 97 m Höhe am Oberrhein zwischen Mainz-Kastel und Wiesbaden-Biebrich. Im Nordosten, nördlich des Hesslerhofs und westlich der Erbenheimer Warte, besteht auch ein kurzes Stück gemeinsamer Grenze mit Wiesbaden-Erbenheim. Die Grenze zu Biebrich war bis 1945 die Landesgrenze zwischen dem Volksstaat Hessen und der preußischen Provinz Hessen-Nassau und verläuft durch den Bahnhof Wiesbaden Ost und den Industriepark Kalle-Albert, benannt nach zwei inzwischen fusionierten Chemieunternehmen Kalle und Albert, die Bestandteil des Hoechst-Konzerns waren. Die östliche Grenze nach Kastel bilden die Umgehungsbahn Mainz und die Nordbrücke.

## Geschichte
Auf eine frühe Besiedelung weist ein Votivstein von 224 n. Chr. hin, der auf die Römer zurückgeht, die zu dieser Zeit in der Siedlung Aquae Mattiacorum auf dem Gebiet von Wiesbaden lebten.
Amöneburg ist eine neuzeitliche Gewerbesiedlung, die ab den 1850er Jahren entstand. 1858 entstand das erste Wohnhaus, 1860 hatte der Ort 107 Einwohner. In den folgenden Jahrzehnten wuchs Amöneburg an, insbesondere durch die Niederlassung der Zementfabrik von Dyckerhoff & Söhne sowie der chemischen Fabriken von Albert und Ottmann & Cie. Im Jahr 1904 hatte Amöneburg 1361 Einwohner. Amöneburg gehörte als unselbständiger Gemarkungsteil zur Stadt Kastel, als diese am 1. April 1908 durch Eingemeindungsvertrag in die Stadt Mainz eingemeindet wurde. Bis 1945 gehörte Amöneburg zu Mainz, wurde dann wegen der durch den Rhein verlaufenden Grenzziehung der Besatzungszonen von den amerikanischen Behörden gemeinsam mit fünf anderen rechtsrheinischen Mainzer Stadtteilen vom Mainzer Stadtgebiet abgetrennt und zusammen mit Kastel und Mainz-Kostheim der Wiesbadener Stadtverwaltung unterstellt. Der Namensbestandteil Mainz- blieb erhalten. Allerdings hat sich in Amöneburg anders als in den beiden AKK-Schwestern Mainz-Kastel und Mainz-Kostheim (AKK steht für „Amöneburg-Kastel-Kostheim“) auch zum Teil der Name Wiesbaden-Amöneburg durchgesetzt. Beispielsweise hieß die Autobahnanschlussstelle der Bundesautobahn 671 bis zur 2010 abgeschlossenen Autobahnsanierung so. Heute heißt diese im Stadtteil Biebrich liegende Autobahnanschlussstelle Wiesbaden/Mainz-Amöneburg. Der langjährige Streit zwischen Mainz und Wiesbaden um diese drei Stadtteile wird als AKK-Konflikt bezeichnet.
Historisch und politisch war und ist Amöneburg als Stadtteil ebenso existent wie als Wohn- und Arbeitsort. Eine eigene Gemarkung – und damit ein eigenes Amöneburger Grundbuch – gab es bisher nicht. Derzeit laufen Bemühungen, dass Amöneburg eine eigene Gemarkung erhält.
In Amöneburg wurde 1864 die Portland-Cement-Fabrik Dyckerhoff & Söhne gegründet, deren Eigentümer sich 1922/23 den Hesslerhof nach Plänen von Paul Korff erbauen ließen.

## Wahlergebnisse zum Ortsbeirat
- SPD: 4
- AUF AKK: 2
- CDU: 1

Seit 1972 wird im Rahmen der Kommunalwahlen in Hessen auch der Ortsbeirat des Ortsbezirkes Mainz-Amöneburg gewählt. Nach den einzelnen Wahlergebnissen ergab sich jeweils folgende Sitzverteilung:
|      | CDU | SPD | AUF AKK | FDP | Gesamt |
| ---- | --- | --- | ------- | --- | ------ |
| 2021 | 1   | 4   | 2       | 0   | 7      |
| 2016 | 2   | 4   | 0       | 1   | 7      |
| 2011 | 3   | 3   | 0       | 1   | 7      |
| 2006 | 3   | 4   | 0       | 0   | 7      |
| 2001 | 3   | 4   | 0       | 0   | 7      |
| 1997 | 2   | 4   | 1       | 0   | 7      |
| 1993 | 2   | 5   | 0       | 0   | 7      |
| 1989 | 2   | 5   | 0       | 0   | 7      |
| 1985 | 2   | 5   | 0       | 0   | 7      |
| 1981 | 3   | 4   | 0       | 0   | 7      |
| 1977 | 3   | 4   | 0       | 0   | 7      |
| 1972 | 2   | 5   | 0       | 0   | 7      |

## Sehenswürdigkeiten
Im Jahr 1905 wurde die katholische Pfarrkirche Maria Immaculata geweiht. Die evangelische Gustav-Adolf-Kirche ist ein 1932 eingeweihtes Gotteshaus, das im Stil des Backsteinexpressionismus errichtet wurde.

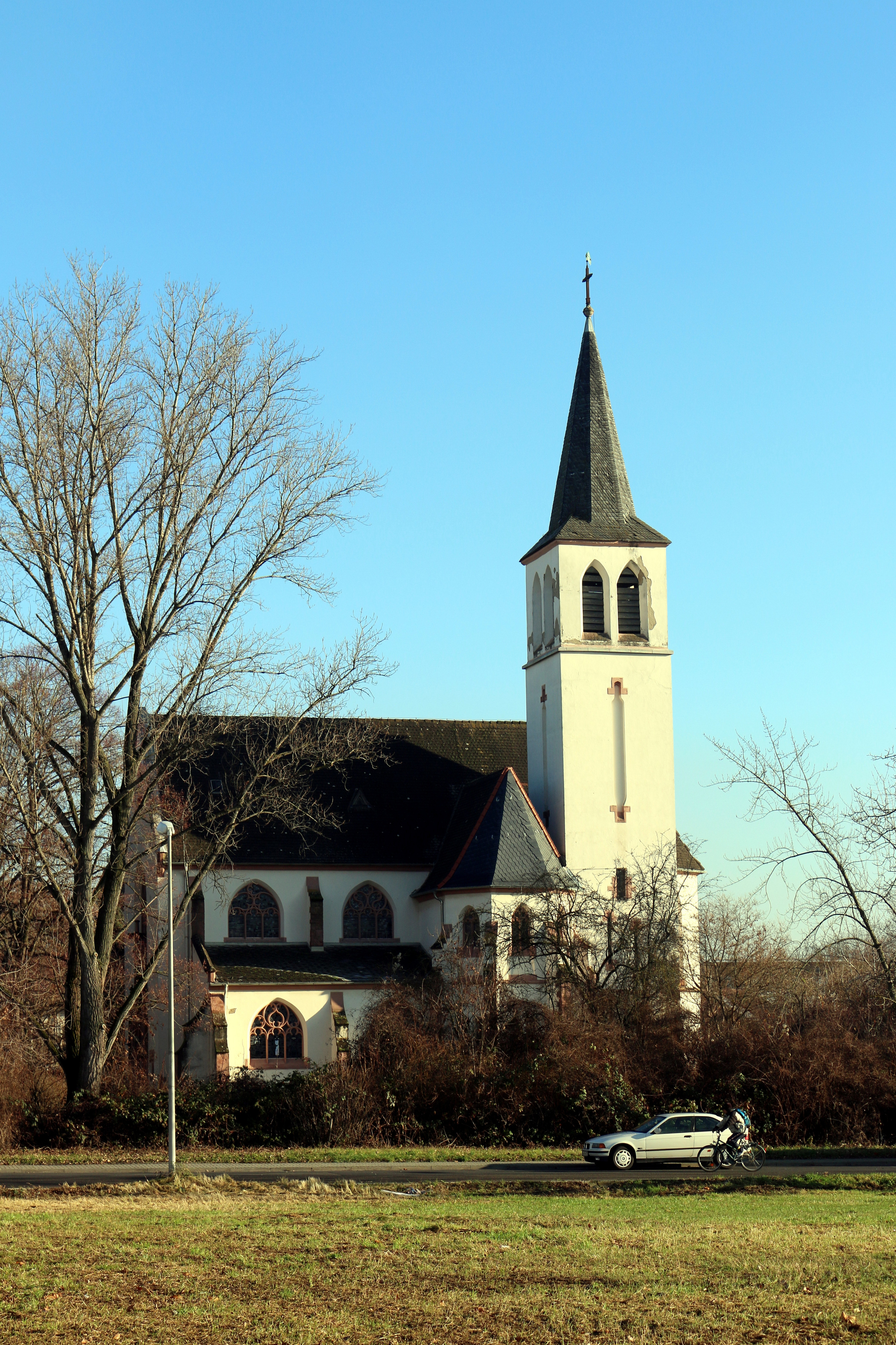
Maria Immaculata, 2015
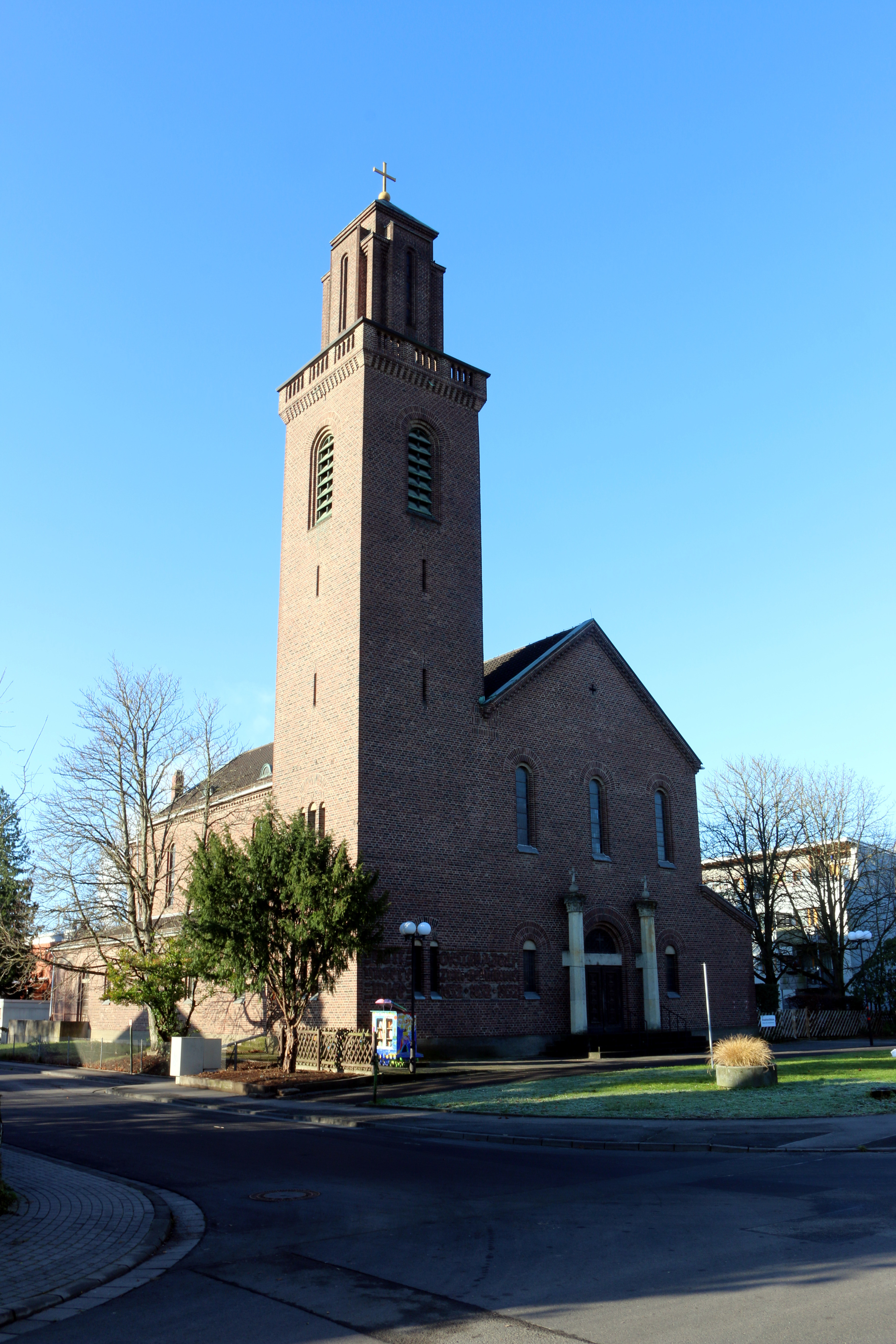
Gustav-Adolf-Kirche, 2015
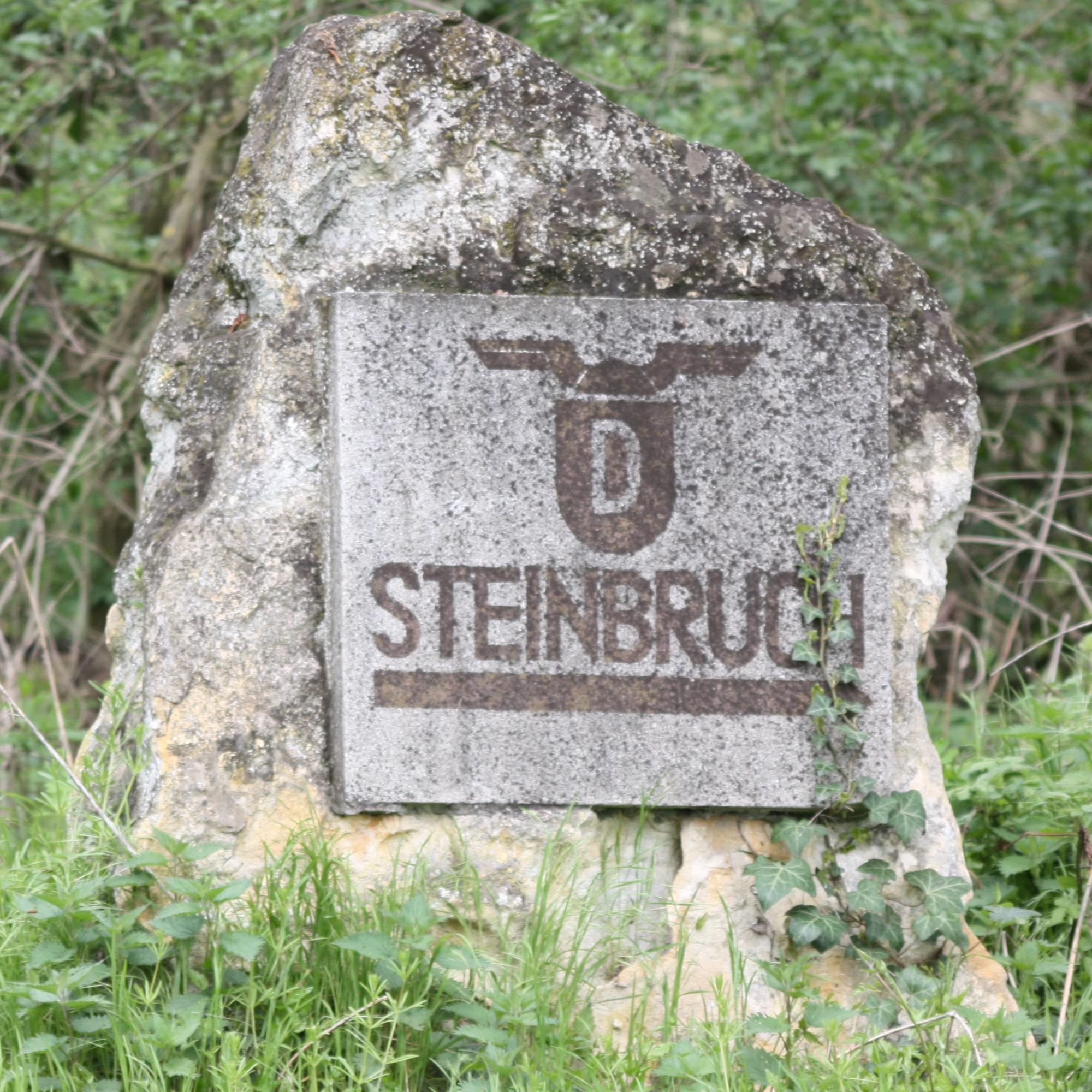
Hinweis auf den Steinbruch von Dyckerhoff in der Nähe des Hesslerhofs

## Bedeutende Persönlichkeiten
- Ruth Boehringer (1906–2007), Unternehmerin, als Ruth Dyckerhoff in Amöneburg geboren